# Les Chambres
Les Chambres és un municipi francès situat al departament de la Manche i a la regió de Normandia. L'any 2007 tenia 114 habitants.

## Demografia

### Població
El 2007 la població de fet de Les Chambres era de 114 persones. Hi havia 48 famílies de les quals 12 eren unipersonals (12 homes vivint sols), 20 parelles sense fills, 12 parelles amb fills i 4 famílies monoparentals amb fills.
La població ha evolucionat segons el següent gràfic:
Habitants censats

### Habitatges
El 2007 hi havia 54 habitatges, 46 eren l'habitatge principal de la família, 6 eren segones residències i 2 estaven desocupats. Tots els 54 habitatges eren cases. Dels 46 habitatges principals, 26 estaven ocupats pels seus propietaris, 16 estaven llogats i ocupats pels llogaters i 4 estaven cedits a títol gratuït; 2 tenien dues cambres, 2 en tenien tres, 13 en tenien quatre i 29 en tenien cinc o més. 36 habitatges disposaven pel capbaix d'una plaça de pàrquing. A 22 habitatges hi havia un automòbil i a 23 n'hi havia dos o més.

### Piràmide de població
La piràmide de població per edats i sexe el 2009 era:
| Homes | Edats   | Dones |
| ----- | ------- | ----- |
| 0     | 95 o +  | 0     |
| 0     | 90 a 94 | 0     |
| 0     | 85 a 89 | 4     |
| 0     | 80 a 84 | 0     |
| 0     | 75 a 79 | 0     |
| 0     | 70 a 74 | 4     |
| 4     | 65 a 69 | 4     |
| 0     | 60 a 64 | 0     |
| 0     | 55 a 59 | 0     |
| 4     | 50 a 54 | 0     |
| 4     | 45 a 49 | 4     |
| 0     | 40 a 44 | 0     |
| 0     | 35 a 39 | 0     |
| 12    | 30 a 34 | 0     |
| 4     | 25 a 29 | 0     |
| 0     | 20 a 24 | 4     |
| 0     | 15 a 19 | 0     |
| 0     | 10 a 14 | 4     |
| 0     | 5 a 9   | 0     |
| 0     | 0 a 4   | 0     |

## Economia
El 2007 la població en edat de treballar era de 69 persones, 54 eren actives i 15 eren inactives. De les 54 persones actives 51 estaven ocupades (29 homes i 22 dones) i 4 estaven aturades (4 dones i 4 dones). De les 15 persones inactives 8 estaven jubilades, 4 estaven estudiant i 3 estaven classificades com a «altres inactius».
Activitats econòmiques
Dels 5 establiments que hi havia el 2007, 1 era d'una empresa de comerç i reparació d'automòbils, 1 d'una empresa d'hostatgeria i restauració, 1 d'una empresa immobiliària i 2 d'empreses de serveis.
L'any 2000 a Les Chambres hi havia 15 explotacions agrícoles que ocupaven un total de 273 hectàrees.

## Poblacions més properes
El següent diagrama mostra les poblacions més properes.